# 2006 في المغرب
فيما يلي قوائم الأحداث التي وقعت خلال عام 2006 في المغرب.

## سياسة

### تعيين في المنصب
- 10 يناير – نجيب الزروالي الواريتي سفير المغرب لدى فرنسا ‏.

## ظهور
- 1 يناير – نيشان

## أفلام
من الأفلام التي صدرت هذه السنة في المغرب:
- الحي الخلفي (فيلم)
- عبدو عند الموحدين (فيلم)
- أبواب الجنة (فيلم)
- البرتقالة المرة (فيلم)
- الدية (فيلم)
- السمفونية المغربية (فيلم)
- انكسار (فيلم)
- بلديون (فيلم)
- ريح البحر
- سالم وسويلم (فيلم)
- طرائف أصدقاء (فيلم)
- ماجدة (فيلم مغربي)
- يا له من عالم رائع

## كتب
من الكتب التي صدرت هذه السنة في المغرب:
- 1 يناير – قيمة القيم من تأليف المهدي المنجرة.

## مواليد
- عبد الحميد آيت بودلال، لاعب كرة قدم مغربي.

## وفيات
- 9 سبتمبر: مليكة مستظرف، كاتبة وروائية مغربية.